# República Iraquí (1958-1968)
La República Iraquí se estableció en 1958, con el derrocamiento de Faisal II, Rey de la Federación Árabe de Irak y Jordania, y previamente del Reino de Irak. Su primer presidente fue Muhammad Najib ar-Ruba'i y su primer ministro fue Abdul Karim Qasim.
La República se declaró con la Revolución del 14 de julio, que derrocó a Faisal II, pero la Federación con Jordania existió de jure hasta el 2 de agosto, cuando Jordania renunció a la soberanía sobre Irak de manera formal. La década que duró la república se caracterizó por los violentos golpes de Estado y la inestabilidad política. La Primera República finalizó con el ascenso del Partido Baaz Árabe Socialista al poder en la Revolución del 17 de julio en 1968, iniciando el período de la Irak baazista. Sin embargo, el nombre República Iraquí siguió siendo el nombre oficial del país hasta el 6 de enero de 1992, cuando sería cambiado a República de Irak y se mantendría así hasta la actualidad.

## Historia

### Precursor de la revolución republicana

#### Problemas políticos
Durante y después de la Segunda Guerra Mundial, el Reino Unido volvió a ocupar Irak debido al golpe de Estado iraquí de 1941 en el que cuatro generales iraquíes nacionalistas, con inteligencia y asistencia militar alemana, derrocaron al regente 'Abd al-Ilah y al primer ministro Nuri al-Said e instalaron  Rashid Ali como primer ministro de Irak.  Ali fue finalmente derrocado por los británicos y 'Abd al-Ilah y al-Said volvieron a tomar el poder.  En 1947, los iraquíes comenzaron a negociar una retirada británica y finalmente negociaron el tratado en Portsmouth el 15 de enero de 1948, que estipulaba la creación de una junta de defensa conjunta británica e iraquí que supervisaba la planificación militar iraquí y el control británico de los asuntos exteriores iraquíes.

#### Rivalidades regionales
Las rivalidades regionales desempeñaron un papel muy importante en la Revolución del 14 de julio. El sentimiento panárabe y nacionalista árabe circuló en el Medio Oriente y fue incentivado por un revolucionario antiimperialista, Gamal Abdel Nasser de Egipto. Durante y después de la Segunda Guerra Mundial, en el Reino Hachemita de Irak se multiplicaron los simpatizantes del nacionalismo árabe. Los nacionalistas árabes consideraban que la monarquía hachemita estaba demasiado en deuda con los intereses británicos y occidentales. Este sentimiento antihachemita surgió de un sistema educativo politizado en Irak y una burguesía cada vez más asertiva y educada. El primer ministro iraquí, Nuri al-Said, expresó su interés en perseguir la idea de una federación de Estados árabes de la Media Luna Fértil y ayudó a crear la Federación Árabe de Irak y Jordania, pero se reservó su entusiasmo sobre un estado panárabe que defiende Nasser. Al-Said se unió a la liga árabe en 1944 en nombre de Irak, viéndola como un foro para unir a los estados árabes, dejando la puerta abierta para una posible futura federación. La carta de la Liga consagra el principio de autonomía para cada estado árabe y hace referencia al panarabismo solo de manera retórica.

#### Problemas económicos
Irak quedó en ruinas al concluir la Segunda Guerra Mundial, sufriendo una tremenda inflación y una posterior caída en picado de las condiciones de vida. El primer ministro Nuri Al-Said y el regente nacionalista árabe, Abd al-Ilah, se enfrentaron continuamente en materia de política económica. En lugar de cooperar para mejorar la calidad de vida del pueblo iraquí y reducir la inflación, el primer ministro y el regente no pudieron ponerse de acuerdo sobre una política económica cohesiva.

#### Malestar social
Las élites educadas en Irak comenzaron a incursionar en los ideales defendidos por el movimiento panarabismo de Nasser. Dentro del cuerpo de oficiales del ejército iraquí, el nacionalismo panárabe comenzó a echar raíces.  Las políticas de Al-Said no gustaron a ciertos individuos dentro del ejército iraquí, y comenzaron a formarse grupos de oposición, siguiendo el modelo del Movimiento de Oficiales Libres Egipcios que había derrocado a la monarquía egipcia en 1952.

### Revolución del 14 de julio
El 14 de julio de 1958, un grupo que se identificó como los "Oficiales Libres", un grupo militar secreto dirigido por el general Abd al-Karim Qasim, derrocó a la monarquía. Este grupo tenía un carácter marcadamente panárabe, con la excepción de Abd al-Karim Qasim, que era un nacionalista iraquí, lo que más tarde dañaría sus relaciones con sus colegas. El rey Faysal II, el regente y el príncipe heredero Abd al-Ilah y Nuri al-Said fueron asesinados.

### Reformas Internas
La Revolución llevó al poder a Muhammad Najib ar-Ruba'i y Abdul Karim Qasim. El régimen de Qasim implementó una serie de cambios internos en la sociedad iraquí.

### Levantamiento de Mosul
La oposición a Qasim por parte de las fuerzas nacionalistas árabes dentro del ejército culminó en el Levantamiento de Mosul de 1959, que fue un intento de golpe lanzado con el apoyo de la República Árabe Unida. A pesar de atraer el apoyo de las tribus árabes locales, el liderazgo del golpe con base en Mosul fue derrotado en varios días por fuerzas leales dentro del ejército iraquí apoyadas por el Partido Comunista Iraquí y las tribus kurdas locales. Después de la derrota del golpe, Mosul fue escenario de varios días de violencia sin precedentes, ya que todos los grupos se dedicaron a ajustar cuentas, utilizando el caos posterior al golpe como una cortina de humo, lo que resultó en miles de muertes.
El uso que hizo Qasim del Partido Comunista Iraquí para ayudar a sofocar la rebelión, y su creciente fuerza dentro de Irak, convencieron al Partido Baaz en Irak de que la única forma de detener la propagación de los comunistas era derrocar a Qasim.

### Revolución del Ramadán
El 8 de febrero de 1963, Qasim fue derrocado por un golpe liderado por una mezcla del Partido Baaz y grupos nacionalistas árabes simpatizantes de las Fuerzas Armadas iraquíes. Qasim era impopular en el Partido Baaz y entre los nacionalistas árabes en gran parte por su enfoque en el nacionalismo iraquí, en oposición al nacionalismo árabe, y también porque era visto como demasiado cercano al Partido Comunista Iraquí, que ambos grupos veían con un profundo sentimiento sospecha. El conflicto entre Qasim y ciertos oficiales de las Fuerzas Armadas iraquíes les hizo simpatizar con la idea de un golpe.
Tras el derrocamiento y ejecución de Qasim, miembros del Partido Baaz se dedicaron a la búsqueda de casa por casa para los comunistas. El total de muertes por la purga comunista y el golpe fue de alrededor de 5,000.

### Revuelta de Ar-Rashid
Aunque el Partido Comunista Iraquí se había visto muy debilitado por las purgas antiizquierdistas que siguieron a la Revolución del Ramadán, todavía existían focos de apoyo al partido, particularmente en Bagdad, que albergaba algunas de las células del partido más militantes. Finalmente, se ideó un plan que se puso en práctica el 3 de julio de 1963. Finalmente se tramó un plan y se puso en marcha el 3 de julio de 1963. El plan requería que una mezcla de 2,000 miembros del partido y soldados rebeldes tomaran el control de la base del ejército ar-Rashid en Bagdad, donde 1,000 Los partidarios de Qasim y los comunistas estaban detenidos, en la creencia de que los ex oficiales liberados podrían proporcionar liderazgo y alentar a otras unidades del ejército en todo Irak a unirse a la rebelión. El golpe enfrentó un inesperado nivel de oposición por parte de los guardias penitenciarios de la base, lo que les impidió liberar a los oficiales y difundir la rebelión. La base fue rodeada por fuerzas de la Milicia de la Guardia Nacional del Partido Baaz y el golpe fue sofocado.

### Golpe Nasserista
Divisiones entre líderes pro-baaz y anti-Nasser, así como entre nacionalistas panárabes de derecha e izquierda, pronto crearon una nueva inestabilidad política. En noviembre de 1963, elementos nasseristas en el gobierno y las Fuerzas Armadas Iraquíes derrocaron al gobierno baaz en un golpe de Estado. El Partido Baaz fue prohibido, junto con todos los demás partidos políticos en Irak, y la Unión Socialista Árabe Nasserista de Irak fue declarada el único partido legal en la República Iraquí.
Tras el golpe, el presidente Abdul Salam Arif formó un nuevo gabinete, en su mayoría formado por tecnócratas y oficiales del ejército nasserista. Todos los bancos y más de treinta importantes empresas iraquíes fueron nacionalizados.  Arif tomó estas medidas en un esfuerzo por acercar Irak con Egipto para ayudar a fomentar la unidad y el 20 de diciembre se anunciaron planes para la unión; a pesar de ello, en julio de 1965, los ministros nasseristas dimitieron del gabinete iraquí.

### Revolución del 17 de julio
Salam Arif murió en un accidente aéreo el 13 de abril de 1966 y fue reemplazado por su hermano menor Abdul Rahman Arif. Un moderado, Rahman Arif formó un nuevo gabinete liderado por Abd ar-Rahman al-Bazzaz, que puso al régimen iraquí en el centro, deteniendo las nacionalizaciones y mejorando las relaciones con los Estados Unidos. Estas posiciones irritaron al Ejército y a los nacionalistas árabes radicales, quienes lo vieron como una traición a los principios de la Revolución.
El 17 de julio de 1968, el Partido Baaz, con el apoyo de las Fuerzas Armadas, derrocó a Rahman Arif en un golpe y lo exilió a Turquía. El líder baazista Ahmed Hasán al Bakr fue declarado nuevo presidente de Irak; al Bakr prohibió la Unión Árabe Socialista y declaró al Partido Baaz Árabe Socialista como el único partido legal del país, iniciando el gobierno baaz en Irak.